# كونراد سميث
كونراد سميث (بالإنجليزية: Conrad Smith)‏ هو لاعب اتحاد الرغبي نيوزيلندي، ولد في 12 أكتوبر 1981 في Hāwera ‏ في نيوزيلندا.

## وصلات خارجية
- كونراد سميث على موقع IMDb (الإنجليزية)

- كونراد سميث عل موقع إسبنسكروم (الإنجليزية)
- كونراد سميث على موقع ItsRugby.co.uk (الإنجليزية)